# سبك الضحاك
سُبك الضحاك، قرية رئيسية تابعة لمركز الباجور التابع لمحافظة المنوفية في جمهورية مصر العربية، ومن أعلامها محمد كامل حسين أول رئيس لجامعة عين شمس

## التاريخ
القرية منسوبة إلى المعبود سبك الذي انتشرت عبادته بجنوب الدلتا في العصر الفرعوني، وعثر بالقرية على شواهد أثرية يرجح أنها بقايا لمعبد لهذا المعبود. ذكر محمد رمزي في كتابه القاموس الجغرافي للبلاد المصرية أنها قرية قديمة ذكرها ابن مماتي المتوفي سنة 606هـ/1209م في كتابه «القوانين»، وذكر ابن دقماق المتوفي سنة 809 هـ/1406م باسم «سبك الثلاث» وقال أنها كانت من إقطاع الجُند في زمانه، وذكر ابن الجيعان المتوفي سنة 885هـ/1480م في كتابه «التحفة السنية بأسماء البلاد المصرية» أن مساحتها 1,600 فدان.
في سنة 1288 هـ/1871م، نُقل ديوان قسم الباجور إلى بلدة سبك الضحاك المعروفة باسم «سبك الثلاث» لانعقاد سوقها الأسبوعي يوم الثلاثاء من كل أسبوع، كما ذكر علي باشا مبارك في كتابه الخطط التوفيقية الذي نشره سنة 1305هـ/1888م أنها رأس قسم في مديرية المنوفية، وأن بها عدة مساجد منها واحد بمنارة وآخر به مقام. وذكر أن البلدة كانت على تل ارتفاعه نحو 10 أمتار، أخذ يتناقص بمرور الزمن، وقد عثر على أربعة أعمدة رخام مدفونة في التل ترجع إلى كنيسة قديمة كانت في البلدة، وجملة أراضي القرية ألف فدان، وعدد من بساتين الفاكهة. وفي شوال 1314هـ/مارس 1897م، تم إلغاء مركز سبك الضحاك وتوزيع النواحي التابعة له وعددها 77 ناحية، بتحويل 45 ناحية إلى مركز منوف، و16 ناحية إلى مركز شبين الكوم، و16 ناحية إلى مركز أشمون.

## السكان
بلغ عدد سكان سبك الضحاك 14,405 نسمة، حسب الإحصاء الرسمي لعام 2006.